# Dietersberg (Gemeinde Neidling)
Dietersberg ist eine Ortschaft und eine Katastralgemeinde der Gemeinde Neidling im Bezirk Sankt Pölten-Land in Niederösterreich. Die Ortschaft hat 95 Einwohner (Stand 1. Jänner 2024).

## Geografie
Das Dorf befindet sich nordwestlich von Neidling an der Ostseite des Dunkelsteinerwaldes und ist über die Landesstraße L5134 erreichbar. Die Katastralgemeinde erstreckt sich nach Westen in den Dunkelsteinerwald.

## Geschichte
Im Jahr 1822 wurde der Ort als Dorf mit 12 Häusern genannt, das nach Karlstetten eingepfarrt war, die Kinder aber in Neidling eingeschult wurden. Die Herrschaft Karlstetten besaß die Ortsobrigkeit, die Herrschaft Goldegg übte die Landgerichtsbarkeit aus und die Herrschaft Wasserburg besorgte die Konskription. Die Untertanen und Grundholde des Ortes gehörten den Herrschaften Karlstetten, Walpersdorf, Goldegg und Pottenbrunn.
Laut Adressbuch von Österreich waren im Jahr 1938 in Dietersberg keine Gewerbetreibenden ansässig.